# Étienne Decroux
Étienne Decroux (19. července 1898, Paříž – 12. března 1991, Boulogne-Billancourt) byl francouzský herec a mim. Studoval herectví ve škole Jacquese Copeaua Škola Starého holubníku (École du Vieux-Colombier), kde objevil své pozdější profesní zaměření a vášeň – techniku pohybu lidského těla. V průběhu své dlouhé kariéry vytvořil mnoho děl, v nichž použil tělo jako základní výrazový prostředek.

## Kariéra
Etienne Decroux se zapsal do Školy Starého holubníku v roce 1923 jako žák Charlese Dullina. Začala se v něm rodit nová představa mima, která se později vyvinula v originální, osobitý styl pohybu. Jeho rané „živé sochy“ připomínají sochy Augusta Rodina. Jeho pozdější pantomimy byly nazývány „tělesné sochy“. Tělesná socha je divadelní technika vyvinutá Etiennem Decroux. Jedná se o techniku, kdy je herec výchozím bodem výtvoru a pomocí svého těla, základního výrazového prostředku, „dělá neviditelné viditelným“. Jako teoretik a intelektuál měl vyvinutý i systém procvičování těla. Jeho trénink byl zčásti založený na tom, co moderní tanec nazývá izolací – části těla se pohybují v předepsaném pořadí, a částečně na fyzice kompenzace, kdy těžiště těla je vychýleno z gravitační osy a herec je nucen udržet rovnováhu.

## Škola pantomimy
Usiloval o to, aby se k jeho pantomimě připojili další, ale u studentů se zpočátku nesetkal s velkým zájmem. Když byl Starý holubník roku 1924 uzavřen, Decroux začal vyučovat Ateliér ve škole Charlese Dullina. Do stejné školy přišel i Jean-Louis Barrault a dva roky pak úzce spolupracovali, tvořili pantomimy společně i každý zvlášť.
V padesátých letech Decroux přijíždí do New Yorku, pořádá dopolední a večerní kurzy ve studiu na 8. Avenue a 55. Ulice a zakládá vlastní hereckou skupinu. Studenti nejprve nezávazně přicházeli a odcházeli, nakonec se ale museli zapsat do pevného režimu, pokud se chtěli účastnit pantomimických vystoupení v divadle Etienna Decroux. V newyorském divadle byly uvedeny například hry Továrna, Stromy nebo Zlý duch. K Decrouxovým studentům patřili Sterling Jenson, Sunya Svenson, Jewel Walker či Marcel Marceau, zakladatel tzv. Moonwalk.
Po návratu ze Spojených států roku 1962 si Decroux v Paříži v Boulogne-Billancourt otevřel novou školu, kde vyučoval téměř do své smrti. Jeho kurzy prošly stovky studentů a ovlivnil celou příští generaci mimů. Jeho umělecká forma byla zcela odlišná od toho, co bylo dříve známé pod pojmem pantomima. Decroux nerozvíjel tiché umění, ale pravé umění dramatického pohybu. Dnes je díky své revoluční tvorbě považován za otce moderní pantomimy a svým dílem inspiroval takové mimy, jako byli Barrault a Marceau.